# Steel Magnolias
Steel Magnolias van Robert Harling is een off-Broadway stuk uit 1987. In 1989 heeft hij het herschreven naar een filmscenario. Het verhaal is gebaseerd op de dood van Harlings zus en gaat over de vriendschap van een groep vrouwen uit Chiquapin Parish in de zuidelijke staat Louisiana.

## Verhaal
Iedere week komen de vrouwen samen in het schoonheidssalon van Truvy Jones. Het verhaal begint op de ochtend dat Shelby gaat trouwen met Jackson Latcherie. We zien de gebeurtenissen in de komende paar jaar, waaronder het feit dat Shelby, tegen doktersadvies vanwege haar suikerziekte in, toch een kind krijgt, en de consequenties die dat met zich meebrengt. De hoofdlijn is de relatie van Shelby met haar moeder en hoe Shelby met haar ziekte omgaat. Verder zien we de ontwikkeling van nieuweling Annelle van verlegen meisje, tot lokale seksbom naar een orthodox gelovig persoon en de relatie die Truvy met haar man heeft, en de hechte vriendschap van de vrouwen die altijd voor elkaar klaarstaan.

## Rolverdeling
| Acteur           | Personage                 |
| ---------------- | ------------------------- |
| Sally Field      | M'Lynn Eatenton           |
| Dolly Parton     | Truvy Jones               |
| Shirley MacLaine | Ouiser Boudreaux          |
| Olympia Dukakis  | Clairee Belcher           |
| Julia Roberts    | Shelby Eatenton Latcherie |
| Tom Skerritt     | Drum Eatenton             |
| Dylan McDermott  | Jackson Latcherie         |
| Daryl Hannah     | Annelle Dupuy Desoto      |
| Sam Shepard      | Spud Jones                |

## Het toneelstuk
Het toneelstuk, dat tot op heden nog steeds in verschillende theaters in de Verenigde Staten loopt speelt zich compleet af in Truvy Jones' schoonheidssalon. De enige personen zijn de 6 vrouwen, alle andere personages komen alleen voor in hun dialogen. Daarnaast is er nog een dj op de radio te horen. Het stuk, geregisseerd door Pamela Berlin, opende op 28 maart 1987 in het WPA theater. De hoofdrollen werden vertolkt door Margo Martindale als Truvy, Constance Shulman als Annelle, Kate Wilkinson als Clairee, Mary Fogarty als Ouiser, Blanche Baker als Shelby, en Rosemary Prinz als M'Lynn.
Op 19 juni 1987 verplaatste het stuk zich naar het Lucille Lortel Theatre, waarbij Betsy Aidem de rol van Shelby overnam.
In het voorjaar van 2004 werd het stuk opnieuw uitgebracht en ditmaal op Broadway. De previews begonnen op 15 maart en de opening was op 4 april 2004. De hoofdrollen werden nu vertolkt door Delta Burke als Truvy, Christine Ebersole als M'Lynn, Rebecca Gayheart als Shelby, Marsha Mason als Ouiser, Lily Rabe als Annelle en Frances Sternhagen als Clairee. Na 23 previews en 136 voorstellingen stopte de voorstelling. Voor het seizoen 2007-2008 staat er een tournee in de planning. Ook in lokale theaters is het stuk nog steeds ieder jaar te bewonderen.

## Film
Robert Harling paste zijn scenario aan om het geschikt te maken voor een film en de opnames vonden plaats in Natchitoches, Louisiana. Enkele veranderingen aan het scenario zijn dat Truvy maar één zoon kreeg in plaats van twee, zoals in het toneelstuk, dat er meer locaties dan enkel de schoonheidssalon van Truvy in voorkwamen, dat er dialogen werden toegevoegd en dat er ook mannelijke rollen in voorkwamen. Hiervoor werden onder anderen Tom Skerritt (Drum Eatenton), Dylan McDermott (Jackson Latcherie) en Sam Shepard (Spud Jones) gekozen.
De lancering van de film vond plaats op 15 november 1989 en de film kreeg lovende kritieken. Alleen al in de Verenigde Staten bracht hij meer dan $ 83,7 miljoen in het laatje. De film leverde Julia Roberts haar eerste Oscarnominatie op (beste vrouwelijke bijrol).

### Prijzen
- Julia Roberts kreeg in 1990 een nominatie voor een Oscar in de categorie beste vrouwelijke bijrol en ontving een Golden Globe in de categorie beste vrouwelijke bijrol in een film.
- De film won (samen met Batman) de People's Choice Award in de categorie favoriete dramafilm.